# أمزاورو (سكورة أهل الوسط)
أمزاورو هي إحدى مشيخات المملكة المغربية، تتبع جغرافيا لإقليم ورززات وإداريًا لسكورة أهل الوسط. يقدر عدد سكانها بـ 14427 نسمة حسب الإحصاء الرسمي للسكان والسكنى لسنة 2004.